# US Open 1988 (Badminton)
Die US Open 1988 im Badminton fanden vom 8. bis zum 13. November 1988 im Ambassador College in Pasadena in Kalifornien statt. Mit einem Preisgeld von 15.000 US-Dollar wurde das Turnier als 1-Sterne-Turnier in der Grand-Prix-Wertung eingestuft.

## Finalresultate
| Disziplin    | Sieger                         | Finalist                        | Ergebnis           |
| ------------ | ------------------------------ | ------------------------------- | ------------------ |
| Herreneinzel | Sze Yu                         | Lius Pongoh                     | 11:15, 15:5, 17:16 |
| Dameneinzel  | Lee Myung-hee                  | Lee Jung-mi                     | 7:11, 11:7, 11:7   |
| Herrendoppel | Christian Hadinata Lius Pongoh | Liem Swie King Prakash Padukone | 7:15, 15:11, 15:13 |
| Damendoppel  | Chung So-young Kim Yun-ja      | Cho Young-suk Lee Myung-hee     | 17:14, 15:4        |
| Mixed        | Christian Hadinata Ivanna Lie  | Lee Xiong Yang Xinfang          | 9:15, 15:0, 15:14  |